# Slavonski Brod
Slavonski Brod là một thành phố thuộc hạt Brod-Posavina. Dân số năm 2011 là 59.507 người. Đây là thành phố lớn thứ 6 ở quốc gia này. Thành phố này được biết đến với tên gọi Marsonia trong đế chế La Mã, và tên Brod na Savi giai đoạn 1244-1934. Đây là thành phố thứ sáu lớn nhất tại Croatia, sau khi Zagreb, Split, Rijeka, Osijek và Zadar. Nằm trong khu vực của Slavonia, là trung tâm của hạt Brod-Posavina, và một cảng sông trên sông Sava. Thành phố có cự ly là 197 km về phía đông nam Zagreb và ở độ cao 96 m. Trong năm 2009, thành phố được nhận giải thưởng "Thành phố đẹp nhất tại Croatia", trao hàng năm bởi Hội đồng quản trị du lịch quốc gia Croatia. Bên kia sông Sava là thành phố Brod, Bosnia và Herzegovina, còn được gọi là Bosanski Brod.
Thành phố phát triển tại điểm giao nhau quan trọng ở bên sông Sava đối với Brod ở Bosnia và Herzegovina. Nó là một giao lộ quan trọng của phần Posavina của đường cao tốc và đường giao nhau đường sắt, kể từ khi nó nằm trên đường cao tốc nối Zagreb-Lipovac-Belgrade (E70, A3) và đường sắt Zagreb-Vinkovci-Belgrade. Brod tàu đến cảng biển trên sông Sava đang được xây dựng.
Ngoài ra còn có đường cao tốc hiện đại mới được xây dựng, Hành lang Vc Liên Châu Âu sẽ kết nối Bắc Âu và Hungary với Croatia (vùng Slavonia), Bosnia và Herzegovina và một lần nữa Croatia (khu vực ven biển của Dalmatia). Sự liên kết của đường cao tốc này là khoảng 19 km xa từ trung tâm của thành phố. Với hoàn thành tuyến đường này, khu vực của các thành phố Slavonski Brod sẽ trở thành một trong những nút giao đường cao tốc quan trọng trong phần này của hướng châu Âu kết nối phía tây-đông và Bắc-Nam.

## Khí hậu
| Dữ liệu khí hậu của Slavonski Brod (1971–2000, extremes 1963–2014) | Dữ liệu khí hậu của Slavonski Brod (1971–2000, extremes 1963–2014) | Dữ liệu khí hậu của Slavonski Brod (1971–2000, extremes 1963–2014) | Dữ liệu khí hậu của Slavonski Brod (1971–2000, extremes 1963–2014) | Dữ liệu khí hậu của Slavonski Brod (1971–2000, extremes 1963–2014) | Dữ liệu khí hậu của Slavonski Brod (1971–2000, extremes 1963–2014) | Dữ liệu khí hậu của Slavonski Brod (1971–2000, extremes 1963–2014) | Dữ liệu khí hậu của Slavonski Brod (1971–2000, extremes 1963–2014) | Dữ liệu khí hậu của Slavonski Brod (1971–2000, extremes 1963–2014) | Dữ liệu khí hậu của Slavonski Brod (1971–2000, extremes 1963–2014) | Dữ liệu khí hậu của Slavonski Brod (1971–2000, extremes 1963–2014) | Dữ liệu khí hậu của Slavonski Brod (1971–2000, extremes 1963–2014) | Dữ liệu khí hậu của Slavonski Brod (1971–2000, extremes 1963–2014) | Dữ liệu khí hậu của Slavonski Brod (1971–2000, extremes 1963–2014) |
| Tháng                                                              | 1                                                                  | 2                                                                  | 3                                                                  | 4                                                                  | 5                                                                  | 6                                                                  | 7                                                                  | 8                                                                  | 9                                                                  | 10                                                                 | 11                                                                 | 12                                                                 | Năm                                                                |
| ------------------------------------------------------------------ | ------------------------------------------------------------------ | ------------------------------------------------------------------ | ------------------------------------------------------------------ | ------------------------------------------------------------------ | ------------------------------------------------------------------ | ------------------------------------------------------------------ | ------------------------------------------------------------------ | ------------------------------------------------------------------ | ------------------------------------------------------------------ | ------------------------------------------------------------------ | ------------------------------------------------------------------ | ------------------------------------------------------------------ | ------------------------------------------------------------------ |
| Cao kỉ lục °C (°F)                                                 | 19.4 (66.9)                                                        | 24.1 (75.4)                                                        | 27.4 (81.3)                                                        | 31.4 (88.5)                                                        | 35.2 (95.4)                                                        | 37.0 (98.6)                                                        | 39.5 (103.1)                                                       | 40.5 (104.9)                                                       | 36.5 (97.7)                                                        | 30.2 (86.4)                                                        | 26.4 (79.5)                                                        | 23.0 (73.4)                                                        | 40.5 (104.9)                                                       |
| Trung bình ngày tối đa °C (°F)                                     | 3.5 (38.3)                                                         | 6.9 (44.4)                                                         | 12.5 (54.5)                                                        | 17.1 (62.8)                                                        | 22.2 (72.0)                                                        | 25.2 (77.4)                                                        | 27.4 (81.3)                                                        | 27.2 (81.0)                                                        | 23.1 (73.6)                                                        | 17.0 (62.6)                                                        | 9.5 (49.1)                                                         | 4.8 (40.6)                                                         | 16.4 (61.5)                                                        |
| Trung bình ngày °C (°F)                                            | −0.2 (31.6)                                                        | 1.9 (35.4)                                                         | 6.5 (43.7)                                                         | 11.0 (51.8)                                                        | 16.1 (61.0)                                                        | 19.3 (66.7)                                                        | 21.0 (69.8)                                                        | 20.4 (68.7)                                                        | 16.1 (61.0)                                                        | 10.6 (51.1)                                                        | 5.0 (41.0)                                                         | 1.1 (34.0)                                                         | 10.7 (51.3)                                                        |
| Tối thiểu trung bình ngày °C (°F)                                  | −3.8 (25.2)                                                        | −2.6 (27.3)                                                        | 0.9 (33.6)                                                         | 4.9 (40.8)                                                         | 9.4 (48.9)                                                         | 12.7 (54.9)                                                        | 14.0 (57.2)                                                        | 13.7 (56.7)                                                        | 9.9 (49.8)                                                         | 5.4 (41.7)                                                         | 1.0 (33.8)                                                         | −2.4 (27.7)                                                        | 5.2 (41.4)                                                         |
| Thấp kỉ lục °C (°F)                                                | −27.8 (−18.0)                                                      | −25.5 (−13.9)                                                      | −14.6 (5.7)                                                        | −8.4 (16.9)                                                        | −1.7 (28.9)                                                        | 1.7 (35.1)                                                         | 6.0 (42.8)                                                         | 4.7 (40.5)                                                         | −3.1 (26.4)                                                        | −7.4 (18.7)                                                        | −13.7 (7.3)                                                        | −22 (−8)                                                           | −27.8 (−18.0)                                                      |
| Lượng Giáng thủy trung bình mm (inches)                            | 47.3 (1.86)                                                        | 38.5 (1.52)                                                        | 45.8 (1.80)                                                        | 55.9 (2.20)                                                        | 69.4 (2.73)                                                        | 82.4 (3.24)                                                        | 87.8 (3.46)                                                        | 67.9 (2.67)                                                        | 62.9 (2.48)                                                        | 68.3 (2.69)                                                        | 68.4 (2.69)                                                        | 53.4 (2.10)                                                        | 748.1 (29.45)                                                      |
| Số ngày giáng thủy trung bình (≥ 0.1 mm)                           | 12.0                                                               | 11.1                                                               | 12.1                                                               | 13.4                                                               | 12.5                                                               | 13.8                                                               | 10.4                                                               | 10.1                                                               | 9.7                                                                | 11.0                                                               | 12.4                                                               | 13.7                                                               | 142.2                                                              |
| Số ngày tuyết rơi trung bình (≥ 1.0 cm)                            | 11.2                                                               | 7.3                                                                | 1.8                                                                | 0.2                                                                | 0.0                                                                | 0.0                                                                | 0.0                                                                | 0.0                                                                | 0.0                                                                | 0.0                                                                | 2.7                                                                | 7.4                                                                | 30.6                                                               |
| Độ ẩm tương đối trung bình (%)                                     | 87.1                                                               | 80.9                                                               | 73.1                                                               | 72.0                                                               | 73.6                                                               | 74.7                                                               | 73.7                                                               | 75.6                                                               | 79.6                                                               | 82.4                                                               | 86.3                                                               | 88.6                                                               | 79.0                                                               |
| Số giờ nắng trung bình tháng                                       | 55.8                                                               | 90.4                                                               | 142.6                                                              | 174.0                                                              | 223.2                                                              | 237.0                                                              | 269.7                                                              | 254.2                                                              | 189.0                                                              | 130.2                                                              | 66.0                                                               | 49.6                                                               | 1.881,7                                                            |
| Nguồn: Cơ quan Khí tượng Thủy văn Croatia                          |                                                                    |                                                                    |                                                                    |                                                                    |                                                                    |                                                                    |                                                                    |                                                                    |                                                                    |                                                                    |                                                                    |                                                                    |                                                                    |

## Thành phố kết nghĩa
Slavonski Brod kết nghĩa với:
- Celje, Slovenia[4][5]